# J2 League 2024
Die J2 League 2024 war die 26. Spielzeit der zweithöchsten Fußball-Spielklasse der japanischen J.League. Die Saison begann mit dem ersten Spieltag am 23. Februar 2024 und endete mit dem letzten Spieltag am 10. November 2024. Meister wurde der Verein Shimizu S-Pulse, der diesen Titel zum ersten Mal gewann und damit zum zweiten Mal in der Vereinsgeschichte nach 2016 in die höchste japanische Fußballliga aufstieg.

## Modus
Am 21. Dezember 2022 wurde eine größere Umstrukturierung der drei Profiligen verkündet. Das übergeordnete Ziel dieser ist, dass jede Profiliga zum Start der Saison 2024 eine Ligastärke von 20 Mannschaften besitzt. Die 20 Mannschaften der J2 League spielen ihren Meister in einem Doppelrundenturnier im Kalenderjahr aus, wobei jedes Team in einem Hin- und Rückspiel gegeneinander antritt, sodass jede Mannschaft am Saisonende 38 Spiele absolviert hat. Die ersten beiden Mannschaften steigen in die J1 League auf, die Vereine vom dritten bis zum sechsten Tabellenplatz ermitteln über die Aufstiegsplayoffs einen Sieger, welcher ebenfalls direkt aufsteigt.
Zum Ende der Saison steigen die drei Tabellenletzten ab und werden in der kommenden Spielzeit durch die beiden Erstplatzierten der J3 League 2024 und dem Sieger des Playoff-Turniers zwischen den dritt- bis sechstplatzierten Mannschaften ersetzt.
Ermittelt wird die Tabelle anhand der folgenden Kriterien:
1. Anzahl der erzielten Punkte
2. Tordifferenz
3. Erzielte Tore
4. Ergebnisse der Spiele untereinander
5. Fairplay-Wertung
6. Los

## Mannschaften
Absteiger aus der J1 League 2023 ist der Yokohama FC. Aus der J3 League 2023 aufgestiegen sind der Ehime FC und der Kagoshima United FC.
| Logo | Verein              | Beheimatet in              | Heimstadion                           | Kapazität |
| ---- | ------------------- | -------------------------- | ------------------------------------- | --------- |
|      | Vegalta Sendai      | Sendai, Miyagi             | Yurtec Stadium Sendai                 | 19.694    |
|      | Blaublitz Akita     | Akita, Akita               | Soyu Stadium                          | 20.125    |
|      | Montedio Yamagata   | Tendō, Yamagata            | ND Soft Stadium                       | 20.315    |
|      | Iwaki FC            | Iwaki, Fukushima           | Hawaiians Stadium Iwaki               | 5.600     |
|      | Mito Hollyhock      | Mito, Ibaraki              | K's denki Stadium                     | 12.000    |
|      | Tochigi SC          | Utsunomiya, Tochigi        | Kanseki Stadium Tochigi               | 25.244    |
|      | Thespakusatsu Gunma | Städteverbund in Gunma     | Shoda Shoyu Stadium Gunma             | 15.253    |
|      | JEF United Chiba    | Chiba & Ichihara, Chiba    | Fukuda Denshi Arena                   | 19.781    |
|      | Yokohama FC         | Yokohama                   | NHK Spring Mitsuzawa Football Stadium | 15.454    |
|      | Ventforet Kofu      | Kōfu, Yamanashi            | Yamanashi Chuo Bank Stadium           | 17.000    |
|      | Shimizu S-Pulse     | Shizuoka, Shizuoka         | IAI Stadium Nihondaira                | 20.339    |
|      | Fujieda MYFC        | Fujieda, Shizuoka          | Fujieda Soccer Stadium                | 13.000    |
|      | Fagiano Okayama     | Städteverbund in Okayama   | City Light Stadium                    | 20.000    |
|      | Renofa Yamaguchi FC | Yamaguchi, Yamaguchi       | Ishin Me-Life Stadium                 | 20.000    |
|      | Tokushima Vortis    | Städteverbund in Tokushima | Pocari Sweat Stadium                  | 20.000    |
|      | Ehime FC            | Matsuyama, Ehime           | Ningineer Stadium                     | 20.000    |
|      | V-Varen Nagasaki    | Städteverbund in Nagasaki  | Transcosmos Stadium Nagasaki          | 20.246    |
|      | Roasso Kumamoto     | Kumamoto, Kumamoto         | Egao Kenkō Stadium                    | 32.000    |
|      | Ōita Trinita        | Ōita                       | Resonac Dome Oita                     | 40.000    |
|      | Kagoshima United FC | Kagoshima, Kagoshima       | Shiranami Stadium                     | 19.934    |

## Ausländische Spieler
| Mannschaft                | Spieler 1     | Spieler 2         | Spieler 3           | Spieler 4      | Spieler 5         | Spieler 6      | Spieler 7  | Spieler 8 | Ehemalige Spieler  |
| ------------------------- | ------------- | ----------------- | ------------------- | -------------- | ----------------- | -------------- | ---------- | --------- | ------------------ |
| Blaublitz Akita           |               |                   |                     |                |                   |                |            |           |                    |
| Ehime FC                  | Ben Duncan    | Bak Keon-woo      | Kang Sung-chan      | Yu Ye-chan     |                   |                |            |           |                    |
| Fagiano Okayama           | Gleyson       | Lucão             | Svend Brodersen     |                |                   |                |            |           | Gabriel Xavier     |
| Fujieda MYFC              | Carlinhos     | Anderson Chaves   | Wendel Matheus      |                |                   |                |            |           |                    |
| Iwaki FC                  | Joo Hyun-jin  | Hyun Woo-been     |                     |                |                   |                |            |           | Park Jun-yeong     |
| JEF United Ichihara Chiba | Dudú          | Mendes            | Eduardo             |                |                   |                |            |           |                    |
| Kagoshima United FC       | Ōno Chol-hwan |                   |                     |                |                   |                |            |           |                    |
| Mito Hollyhock            |               |                   |                     |                |                   |                |            |           |                    |
| Montedio Yamagata         |               |                   |                     |                |                   |                |            |           |                    |
| Ōita Trinita              | Derlan        | Matheus Pereira   | Samuel              | Kim Hyun-woo   | Mun Kyung-gun     |                |            |           |                    |
| Renofa Yamaguchi          | Renan         | Sílvio Junior     | Choi Hyung-chan     | Kim Byeom-yong | Sarach Yooyen     |                |            |           |                    |
| Roasso Kumamoto           | Bae Jeong-Min |                   |                     |                |                   |                |            |           |                    |
| Shimizu S-Pulse           | Lucas Braga   | Carlinhos Júnior  | Douglas Tanque      | Aziz Yakubu    |                   |                |            |           |                    |
| Thespakusatsu Gunma       |               |                   |                     |                |                   |                |            |           |                    |
| Tochigi SC                | Rafael Costa  | Origbaajo Ismaila | Kim Min-jun         | Park Yong-ji   |                   |                |            |           |                    |
| Tokushima Vortis          | Elsinho       | Kaique            | José Aurelio Suárez | Tiago Alves    | Thales Paula      |                |            |           |                    |
| V-Varen Nagasaki          | Matheus Jesus | Edigar Junio      | Marcos Guilherme    | Valdo          | Luka Radotic      | Juanma         |            |           |                    |
| Vegalta Sendai            | Eron          | Mateus Moraes     |                     |                |                   |                |            |           |                    |
| Ventforet Kofu            | Adaílton      | Eduardo Mancha    | Peter Utaka         | Taiga Son      | Koh Bong-jo       | Renato Augusto | Macula     |           | Fabián González    |
| Yokohama FC               | Léo Bahia     | Caprini           | Gabriel             | Yuri Lara      | Phelipe Megiolaro |                | João Paulo | Michel    | Nguyễn Công Phượng |

## Trainer
| Verein              | Cheftrainer                       |
| ------------------- | --------------------------------- |
| Vegalta Sendai      | Yoshirō Moriyama                  |
| Blaublitz Akita     | Ken Yoshida                       |
| Montedio Yamagata   | Susumu Watanabe                   |
| Iwaki FC            | Yūzō Tamura                       |
| Mito Hollyhock      | Yoshimi Hamasaki → Naoki Mori     |
| Tochigi SC          | Makoto Tanaka → Shinji Kobayashi  |
| Thespa Gunma        | Tsuyoshi Ōtsuki → Akira Muto      |
| JEF United Chiba    | Yoshiyuki Kobayashi               |
| Yokohama FC         | Shūhei Yomoda                     |
| Ventforet Kofu      | Yoshiyuki Shinoda → Shinji Ōtsuka |
| Shimizu S-Pulse     | Tadahiro Akiba                    |
| Fujieda MYFC        | Daisuke Sudō                      |
| Fagiano Okayama     | Takashi Kiyama                    |
| Renofa Yamaguchi FC | Ryo Shigaki                       |
| Tokushima Vortis    | Tatsuma Yoshida → Kōsaku Masuda   |
| Ehime FC            | Kiyotaka Ishimaru                 |
| V-Varen Nagasaki    | Takahiro Shimotaira               |
| Roasso Kumamoto     | Takeshi Ōki                       |
| Ōita Trinita        | Tomohiro Katanosaka               |
| Kagoshima United FC | Yasuaki Ōshima → Tetsuya Asano    |

## Spieler
| Verein              | Spieler |
| ------------------- | --- |
| Vegalta Sendai      | Ryōta Takada (27/2), Masahiro Sugata (38/3), Renji Matsui (31/1), Motohiko Nakajima (38/13), Yoshiki Matsushita (20/1), Masato Nakayama (25/6), Hiromu Kamada (17/0), Yūta Gōke (38/5), Yūki Sanetō (7/0), Ryūnosuke Sagara (36/9), Tsubasa Umeki (11/0), Aoi Kudō (25/1), Mateus Moraes (8/0), Tetsuya Chinen (7/0), Riku Umeda (1/0), Yūta Koide (35/0), Keito Arita (12/0), Toya Myogan (16/0), Takumi Mase (26/1), George Onaiwu (32/2), Ryūnosuke Sugawara (15/0), Koki Matsuzawa (1/0), Masayuki Okuyama (10/0), Akihiro Hayashi (37/0), Kazuki Nagasawa (27/1), Rikuto Ishio (24/0), Yūto Uchida (6/0), Yasushi Endō (1/0), Eron (30/3) |
| Blaublitz Akita     | Genki Yamada (14/0), Ryōhei Okazaki (10/0), Tatsushi Koyanagi (16/0), Kōji Hachisuka (22/0), Takashi Kawano (37/3), Hiroto Morooka (35/0), Takuma Mizutani (23/0), Junki Hata (33/0), Ryōta Nakamura (20/1), Ren Komatsu (38/6), Yukihito Kajiya (37/4), Ryūji Saitō (26/2), Ryūhei Ōishi (26/1), Shion Niwa (7/0), Kōta Muramatsu (32/0), Kōya Handa (10/2), Ibuki Yoshida (16/1), Hiroki Kurimoto (11/0), Takumi Kawamura (1/0), Tomofumi Fujiyama (26/1), Keita Yoshioka (21/2), Daiki Satō (36/6), Kentarō Kakoi (24/0), Kyowaan Hoshi (2/0), Shōta Aoki (27/4), Ken Tshizanga Matsumoto (8/0), Keito Kawamura (15/1), Kazuya Onohara (31/1), Ken’ichi Kaga (1/0) |
| Montedio Yamagata   | Masaaki Gotō (38/0), Taiju Yoshida (21/0), Yūta Kumamoto (14/0), Keisuke Nishimura (33/1), Takashi Abe (27/1), Takumi Yamada (21/2), Leo Takae (31/3), Yūdai Konishi (31/2), Ryo Arita (10/1), Ryōma Kida (30/3), Yoshiki Fujimoto (8/0), Kōki Sakamoto (31/4), Ayumu Kawai (31/0), Chihiro Katō (13/0), Shūto Minami (30/0), Kazuma Okamoto (13/0), Nagi Matsumoto (14/0), Hayate Shirowa (8/0), Rui Yokoyama (11/1), Shintarō Kokubu (34/3), Kaisei Kano (3/0), Jo Soma (1/0), Jun’ya Takahashi (35/11), Naohiro Sugiyama (14/1), Kiriya Sakamoto (11/0), Yūsuke Gotō (24/1), Zain Issaka (37/5), Shummei Horikane (3/0), Shuta Kikuchi (2/0), Shōma Doi (14/5), Akira Silvano Disaro (14/8) |
| Iwaki FC            | Kengo Tanaka (1/0), Yūsuke Ishida (34/0), Hayato Teruyama (18/4), Shuhei Hayami (2/0), Kanta Sakagishi (21/0), Jun Nishikawa (35/3), Riku Saga (6/0), Sōsuke Shibata (9/0), Yoshihito Kondo (23/3), Kōtarō Arima (38/10), Keita Buwanika (21/0), Mizuki Kaburaki (3/0), Daiki Yamaguchi (33/7), Naoki Kase (36/0), Kaina Tanimura (38/18), Keita Shirawachi (10/0), Yūsuke Ōnishi (19/0), Yuma Kato (6/0), Kotarō Tachikawa (36/0), Jin Ikoma (15/0), Rui Ōsako (14/1), Yuto Yamashita (37/1), Kazuki Dōhana (13/1), Ryō Tanada (10/0), Reo Sugiyama (3/0), Shuhei Shikano (1/0), Sena Igarashi (34/0), Rio Ōmori (35/2), Taisei Katō (4/0), Naoki Kumata (12/1), Yoshihiro Shimoda (15/0) |
| Mito Hollyhock      | Kōji Homma (1/0), Kōki Gotōda (11/0), Kōshi Ōsaki (30/3), Nao Yamada (32/1), Takumi Kusumoto (10/2), Kenshin Takagishi (11/0), Haruki Arai (34/1), Riku Ochiai (31/5), Mizuki Andō (23/2), Ryōsuke Maeda (24/0), Yūki Kusano (23/2), Ryūsei Nose (19/1), Fumiya Sugiura (1/0), Yūto Nagao (19/0), Tatsuya Tabira (1/0), Shiva Tafari Nagasawa (17/2), Kōichi Murata (11/0), Kaito Umeda (5/0), Shūhei Matsubara (26/0), Seiichirō Kubo (27/5), Hidemasa Kōda (29/2), Kiichi Yamazaki (16/0), Daiki Tomii (3/0), Soki Tokuno (6/0), Asuma Ikari (9/0), Takeshi Ushizawa (32/0), Ryōya Iizumi (11/0), Shunsuke Saito (16/1), Hayata Yamamoto (15/1), Hayata Ishii (11/0), Shimon Teranuma (20/2), Tatsunori Sakurai (16/0), Yūsei Uchida (1/0), Ryūsei Haruna (8/0), Ren Inoue (1/0), Kazuma Nagai (27/3), Atsushi Kurokawa (15/2), Taika Nakashima (13/4) |
| Tochigi SC          | Shūhei Kawata (2/0), Wataru Hiramatsu (30/2), Hayato Kurosaki (4/0), Shō Satō (9/0), Naoki Ōtani (16/0), Shō Ōmori (34/1), Ryōtarō Ishida (25/1), Ismaila (17/1), Toshiki Mori (33/0), Keisuke Saka (7/0), Kōdai Dohi (2/0), Kōya Okuda (33/2), Rio Hyon (11/0), Takumi Fujitani (22/0), Rennosuke Kawana (13/1), Kōki Ōshima (35/5), Shintarō Ide (2/0), Taichi Aoshima (21/1), Hayato Fukushima (25/1), Kosuke Kambe (29/0), Kenta Tanno (36/0), Kishō Yano (26/0), Kenta Fukumori (3/0), Kō Miyazaki (34/6), Rafael (32/1), Sora Kobori (32/3), Shuya Takashima (8/0), Park Yong-ji (3/0), Harumi Minamino (35/7), Rui Ageishi (1/0), Ōta Yamamoto (9/1) |
| Thespa Gunma        | Hayate Shirowa (26/0), Ryūya Ōhata (25/0), Chie Edoojon Kawakami (32/3), Taiki Amagasa (32/1), Masashi Wada (27/0), Yūya Takazawa (21/3), Shūto Kitagawa (11/2), Ryō Satō (23/3), Ryūji Sugimoto (18/0), Riyo Kawamoto (21/3), Kōki Kazama (30/0), Atsuki Yamanaka (26/0), Sena Saito (2/0), Masatoshi Kushibiki (33/0), Yuriya Takahashi (23/1), Shū Hiramatsu (31/1), Shūichi Sakai (22/0), Ryōnosuke Kabayama (15/1), Ryōta Tagashira (21/1), Atsushi Kawata (14/0), Hajime Hosogai (4/0), Tatsushi Koyanagi (10/0), Taishi Tamashiro (9/0), Daiki Nakashio (27/0), Gijō Sehata (15/0), Kosuke Sagawa (36/3), Takatora Einaga (11/0), Ryō Ishii (5/0), Taishi Semba (14/1), Kenta Kikuchi (15/0) |
| JEF United Chiba    | Kazuki Fujita (24/0), Issei Takahashi (37/1), Kōhei Yamakoshi (12/0), Taishi Taguchi (30/6), Yūsuke Kobayashi (25/0), Kazuki Tanaka (33/5), Kōya Kazama (19/0), Hiroto Goya (17/2), Hiiro Komori (38/23), Kōki Yonekura (8/0), Daisuke Suzuki (14/3), Naoki Tsubaki (22/5), Akiyuki Yokoyama (33/5), Masamichi Hayashi (16/0), Naohiro Sugiyama (13/0), Shūto Okaniwa (30/3), Toshiyuki Takagi (11/0), Shōgo Sasaki (29/2), Ryōta Suzuki (14/0), Shuntarō Yaguchi (7/0), Takuro Iwai (1/0), Taichi Sakuma (1/0), Eduardo (19/3), Riku Matsuda (14/0), Ryuta Shimmyo (2/0), Mendes (20/1), Manato Shinada (24/0), Ryōta Kuboniwa (12/0), Daiki Ogawa (13/0), Masaru Hidaka (22/1), Dudu (30/6) |
| Yokohama FC         | Boniface Nduka (36/2), Takumi Nakamura (26/0), Yuri Lara (37/5), Gabriel (25/3), Takuya Wada (21/0), Shion Inoue (28/0), Towa Yamane (36/3), Solomon Sakuragawa (37/5), Caprini (38/7), Keijirō Ogawa (34/7), Yoshihiro Nakano (35/4), Shō Itō (33/7), Eijirō Takeda (9/0), Kaito Mori (3/0), Tōma Murata (27/2), Akinori Ichikawa (38/0), Katsuya Iwatake (16/2), Akito Fukumori (38/2), Hirotaka Mita (12/2), Keisuke Muroi (10/2), Hinata Ogura (12/0), Toshiki Takahashi (31/4), Mizuki Arai (5/0), João Paulo (14/2) |
| Ventforet Kofu      | Kōhei Kawata (6/0), Taiga Son (18/0), Hideomi Yamamoto (14/0), Yūta Imazu (23/0), Iwana Kobayashi (12/0), Shō Araki (29/1), Kōsuke Taketomi (8/0), Kazushi Mitsuhira (27/6), Yoshiki Torikai (38/6), Fabián González (18/2), Macula (6/0), Yukito Murakami (8/1), Riku Nakayama (20/1), Riku Iijima (13/0), Kōya Hayashida (31/0), Naoto Misawa (18/0), Jumma Miyazaki (30/3), Renato Augusto (14/0), Masahiro Sekiguchi (36/1), Takahiro Iida (23/2), Kazuhiro Satō (26/1), Hayata Mizuno (3/0), Kaito Kamiya (7/1), Koh Bong-jo (8/0), Kodai Yamauchi (6/0), Takuto Kimura (31/2), Taiju Ichinose (1/0), Eduardo Mancha (11/3), Miki Inoue (11/0), Yamato Naitō (17/1), Adaílton (33/14), Tsubasa Shibuya (19/0), Peter Utaka (34/8) |
| Shimizu S-Pulse     | Yūya Oki (2/0), Yūji Takahashi (30/0), Sōdai Hasukawa (18/1), Kengo Kitazume (29/0), Abdul-Aziz Yakubu (6/3), Carlinhos Júnior (32/5), Lucas Braga (35/8), Kōta Miyamoto (35/2), Reon Yamahara (34/3), Kenta Nishizawa (14/2), Kai Matsuzaki (25/2), Shin’ya Yajima (32/6), Kōya Kitagawa (34/12), Hikaru Naruoka (6/0), Riku Gunji (7/0), Yutaka Yoshida (29/0), Kanta Chiba (5/0), Sen Takagi (13/1), Takashi Inui (30/5), Zento Uno (12/2), Nagi Kawatani (1/0), Ryōhei Shirasaki (15/1), Motoki Nishihara (16/2), Yui Inokoshi (1/0), Shūichi Gonda (35/0), Jelani Reshaun Sumiyoshi (31/4), Teruki Hara (24/3), Ryōtarō Nakamura (36/1), Douglas Tanque (22/4) |
| Fujieda MYFC        | Nobuyuki Kawashima (22/0), Shōta Suzuki (22/1), Sō Nakagawa (32/0), Keisuke Ogasawara (8/0), Taiki Arai (27/0), Taisuke Mizuno (1/0), Ren Asakura (23/2), Ken Yamura (38/16), Keigo Enomoto (27/1), Anderson (12/2), Kōta Ōsone (29/2), Kazaki Nakagawa (21/2), Masahiko Sugita (14/0), Kōtarō Yamahara (26/1), Kenshirō Hirao (11/0), Yosei Ozeki (4/0), Kazuyoshi Shimabuku (31/1), Hayato Kanda (6/0), Ryōsuke Hisadomi (25/2), Ryōta Kajikawa (31/1), Kanta Nagata (11/1), Kento Nishiya (23/2), Shōma Maeda (11/0), Carlinhos (8/0), Kaito Seriu (8/1), Shōhei Kawakami (19/0), Kei Uchiyama (9/0), Hiroto Sese (13/1), Kai Chidi Kitamura (30/0), Taiga Kawamoto (2/0), Kanta Chiba (15/2), Taika Nakashima (6/0), Marukomutsuyoshi Moyo (11/0), Wendel (16/0)                                                                                     |
| Fagiano Okayama     | Yūya Takagi (5/0), Kaito Abe (34/0), Yasutaka Yanagi (35/2), Yūji Wakasa (15/1), Ryō Takeuchi (22/0), Gabriel Xavier (6/1), Gleyson (13/3), Yūdai Tanaka (27/3), Ryūnosuke Ōta (12/0), Ryō Tabei (15/1), Haruka Motoyama (25/1), Ryōsuke Kawano (8/0), Rui Sueyoshi (33/1), Daichi Tagami (33/5), Hiroto Iwabuchi (34/13), Kazunari Ichimi (11/1), Riku Saga (6/0), Ibuki Fujita (35/0), Kōju Yoshio (5/0), Takaya Kimura (38/2), Keita Saitō (20/1), Yūta Kamiya (13/1), Jumpei Hayakawa (15/2), Ryō Takahashi (10/0), Yoshitake Suzuki (24/2), Taishi Semba (11/1), Svend Brodersen (38/0), Yota Fujii (4/0), Takahiro Yanagi (29/1), Lucao (33/5) |
| Renofa Yamaguchi FC | Hidenori Takahashi (2/0), Renan (32/2), Sarach Yooyen (3/0), Kim Byeom-yong (22/0), Jun’ya Katō (8/0), Kensuke Satō (22/1), Yamato Wakatsuki (34/7), Jōji Ikegami (20/1), Toshiya Tanaka (8/0), Takeru Itakura (22/0), Keigo Numata (3/0), Takayuki Mae (37/0), Masakazu Yoshioka (28/1), Hiroto Ishikawa (3/0), Yūki Aida (31/0), Shunsuke Yamamoto (36/2), Kōta Kawano (32/8), Kentarō Seki (35/0), Tsubasa Umeki (18/3), Junto Taguchi (4/0), Seigō Kobayashi (18/3), Yōhei Okuyama (13/0), Kōji Yamase (2/0), Kōhei Tanabe (31/0), Tōa Suenaga (19/3), Dai Hirase (21/3), Ryusei Shimodo (6/0), Kaili Shimbo (37/1), Noriyoshi Sakai (10/2), Taiyo Igarashi (7/1), Kazuya Noyori (32/3), Sílvio Júnior (10/0) |
| Tokushima Vortis    | José Aurelio Suárez (23/0), Taiki Tamukai (9/0), Ryōga Ishio (18/0), Kaique (31/0), Kodai Mori (38/1), Kōhei Uchida (6/1), Tiago Alves (19/1), Yōichirō Kakitani (29/0), Noah Kenshin Browne (34/7), Tarō Sugimoto (31/2), Kōki Sugimori (19/0), Taiyō Nishino (17/0), Rio Hyon (14/0), Akito Tanahashi (11/2), Daiki Watari (34/9), Sōya Takada (34/0), Elsinho (32/3), Ken Iwao (10/0), Shunto Kodama (30/2), Hayate Tanaka (15/0), Kō Yanagisawa (5/1), Kazuki Nishiya (2/0), Wadi Ibrahim Suzuki (2/0), Hayato Aoki (26/0), Toshio Shimakawa (7/0), Naoki Kanuma (12/4), Kiyoshirō Tsuboi (23/5), Keita Nakano (5/0), Yūhi Murakami (7/0), Kento Hashimoto (21/1), Tatsuya Yamaguchi (5/0), Ryōta Nagaki (27/0), Thales (5/0), Masaki Watai (6/0) |
| Ehime FC            | Kenta Tokushige (15/0), Ibuki Konno (4/1), Ryōta Moriwaki (4/0), Tatsuya Yamaguchi (20/0), Takanori Maeno (6/0), Masashi Tanioka (20/0), Yutaka Soneda (23/0), Yuta Fukazawa (35/2), Ben Duncan (22/3), Riki Matsuda (32/3), Yūta Fujihara (10/1), Ryō Kubota (37/4), Shunsuke Tanimoto (30/3), Shūma Mihara (6/0), Shunsuke Motegi (33/3), Shunsuke Kikuchi (30/2), Yūsei Ozaki (33/0), Bak Keon-woo (30/2), Nelson Ishiwatari (12/1), Yu Ye-chan (10/1), Ryō Satō (16/0), Taiga Ishiura (30/6), Kyōta Funahashi (13/0), Akira Hamashita (11/1), Sora Ogawa (38/3), Shūgo Tsuji (23/0), Reiya Morishita (35/1), Juzo Ura (7/0), Kazuki Sota (15/2), Toki Yukutomo (1/0) |
| V-Varen Nagasaki    | Ryūtarō Iio (5/0), Jun Okano (2/0), Valdo (9/1), Hayato Tanaka (38/1), Matheus Jesus (36/18), Marcos Guilherme (35/12), Asahi Masuyama (38/4), Juanma Delgado (34/10), Edigar Junio (28/15), Masaru Katō (28/4), Takumi Nagura (16/1), Shumpei Naruse (1/0), Hiroki Akino (36/0), Takashi Sawada (23/1), Keita Nakamura (13/1), Tomoya Wakahara (16/0), Shun'ya Yoneda (38/0), Riku Yamada (36/0), Kazuki Kushibiki (21/0), Marukomutsuyoshi Moyo (14/0), Ikki Arai (10/0), Gaku Harada (22/0), Serignesaliou Diop (3/0), Tsubasa Kasayanagi (34/3), Seiya Satsukida (1/0), Taisei Abe (12/1), Gijō Sehata (5/0), Kaito Matsuzawa (34/2), Haruki Shirai (4/0), Yoshitaka Aoki (10/0), Hayato Teruyama (6/0) |
| Roasso Kumamoto     | Ryuga Tashiro (32/0), Kōhei Kuroki (27/1), Ryōtarō Ōnishi (38/3), Itto Fujita (4/0), Kaito Abe (10/1), Makoto Okazaki (5/0), Yūhi Takemoto (19/2), Shūhei Kamimura (36/1), Yūki Ōmoto (34/2), Shun Itō (22/0), Bae Jeong-min (18/1), Wataru Iwashita (36/3), Shōhei Mishima (22/2), Rimu Matsuoka (29/1), Koya Fujii (16/2), Daichi Ishikawa (27/10), Chihiro Konagaya (27/4), Shun Osaki (33/5), Ayumu Toyoda (36/1), Yūya Satō (7/0), Takuro Ezaki (38/2), Keito Kumashiro (19/5), Yutaka Michiwaki (9/1), Tatsuki Higashiyama (13/0), Shōji Tōyama (13/3) |
| Oita Trinita        | Yūki Kagawa (20/0), Derlan (17/2), Atsuki Satsukawa (13/1), Hiroto Nakagawa (28/0), Masaki Yumiba (32/1), Tsukasa Umesaki (6/1), Yamato Machida (3/0), Naoki Nomura (34/3), Arata Watanabe (27/5), Kōhei Isa (26/0), Ren Ikeda (11/0), Yūsei Yashiki (8/0), Taira Shige (13/0), Kento Haneda (3/0), Jun’ya Nodake (28/0), Arata Kozakai (28/0), Taiga Kimoto (2/0), Shun Ayukawa (15/3), Mun Kyung-gun (14/0), Tomoya Andō (37/0), Kenshin Yasuda (31/4), Yūsuke Matsuo (16/0), Shin’ya Utsumoto (32/0), Pereira (27/2), Taro Hamada (24/0), Yūdai Fujiwara (24/1), Jōsei Satō (3/0), Hayato Matsuoka (1/0), Manato Kimoto (8/0), Shuto Udo (12/0), Kim Hyun-woo (11/1), Manato Yoshida (16/1), Shun Nagasawa (28/6), Daigo Takahashi (10/1) |
| Kagoshima United FC | Ryota Izumori (35/0), Ryō Toyama (28/0), Kenta Hirose (9/0), Akira Ibayashi (25/2), Eisuke Watanabe (20/0), Kazuki Chibu (7/0), Keita Fujimura (35/0), Kōki Arita (20/3), Noriaki Fujimoto (29/5), Junki Goryō (16/0), Hiroya Nodake (31/2), Kazuaki Ihori (2/0), Ryōsuke Kawano (7/0), Kōta Hoshi (18/1), Mikuto Fukuda (24/3), Shūto Inaba (8/0), Masayoshi Endo (20/2), Wataru Tanaka (33/1), Shōsei Okamoto (31/0), Sota Nagai (3/0), Jin Hanato (3/0), Takumi Yamaguchi (33/1), Issei Tone (28/1), Yūji Kimura (3/0), Ōno Chol-hwan (4/0), Takaya Numata (10/0), Shōta Suzuki (35/4), Shūto Nakahara (11/0), Rei Yonezawa (9/2), Ryo Arita (14/1), Shuntarō Kawabe (6/1), Seiya Take (12/1), Hisatoshi Nishido (10/1), Charles Nduka (22/2) |

## Tabelle
| Pl.                         | Verein                  | Sp. | S  | U  | N  | Tore    | Diff. | Punkte |
| --------------------------- | ----------------------- | --- | -- | -- | -- | ------- | ----- | ------ |
| 1.                          | Shimizu S-Pulse         | 38  | 26 | 4  | 8  | 068:380 | +30   | 82     |
| 2.                          | Yokohama FC (A)         | 38  | 22 | 10 | 6  | 060:270 | +33   | 76     |
| 3.                          | V-Varen Nagasaki        | 38  | 21 | 12 | 5  | 074:390 | +35   | 75     |
| 4.                          | Montedio Yamagata       | 38  | 20 | 6  | 12 | 055:360 | +19   | 66     |
| 5.                          | Fagiano Okayama         | 38  | 17 | 14 | 7  | 048:290 | +19   | 65     |
| 6.                          | Vegalta Sendai          | 38  | 18 | 10 | 10 | 050:440 | +6    | 64     |
| 7.                          | JEF United Chiba        | 38  | 19 | 4  | 15 | 067:480 | +19   | 61     |
| 8.                          | Tokushima Vortis        | 38  | 16 | 7  | 15 | 042:440 | −2    | 55     |
| 9.                          | Iwaki FC                | 38  | 15 | 9  | 14 | 053:410 | +12   | 54     |
| 10.                         | Blaublitz Akita         | 38  | 15 | 9  | 14 | 036:350 | +1    | 54     |
| 11.                         | Renofa Yamaguchi FC     | 38  | 15 | 8  | 15 | 043:440 | −1    | 53     |
| 12.                         | Roasso Kumamoto         | 38  | 13 | 7  | 18 | 053:620 | −9    | 46     |
| 13.                         | Fujieda MYFC            | 38  | 14 | 4  | 20 | 038:570 | −19   | 46     |
| 14.                         | Ventforet Kofu          | 38  | 12 | 9  | 17 | 054:570 | −3    | 45     |
| 15.                         | Mito Hollyhock          | 38  | 11 | 11 | 16 | 039:510 | −12   | 44     |
| 16.                         | Ōita Trinita            | 38  | 10 | 13 | 15 | 033:470 | −14   | 43     |
| 17.                         | Ehime FC (N)            | 38  | 10 | 10 | 18 | 041:690 | −28   | 40     |
| 18.                         | Tochigi SC              | 38  | 7  | 13 | 18 | 033:570 | −24   | 34     |
| 19.                         | Kagoshima United FC (N) | 38  | 7  | 9  | 22 | 035:590 | −24   | 30     |
| 20.                         | Thespakusatsu Gunma     | 38  | 3  | 9  | 26 | 024:620 | −38   | 18     |
| Stand: Saisonabschluss 2024 |                         |     |    |    |    |         |       |        |

| Zum Saisonende 2024:                        |                                   |
| Aufstieg in die J1 League 2025              |                                   |
| Teilnahme an den Playoffs für die J1 League |                                   |
| Abstieg in die J3 League 2025               |                                   |
| Zum Saisonende 2023:                        |                                   |
| (A)                                         | Absteiger aus der J1 League 2023  |
| (N)                                         | Aufsteiger aus der J3 League 2023 |

## Aufstiegsspiele
Für die Aufstiegsspiele zur ersten Liga qualifizierten sich:
- V-Varen Nagasaki (3. Platz)
- Montedio Yamagata (4. Platz)
- Fagiano Okayama (5. Platz)
- Vegalta Sendai (6. Platz)

Basierend auf den J2-Platzierungen am Ende der regulären Saison spielt die drittplatzierte Mannschaft gegen den sechstplatzierten, während die viertplatzierte Mannschaft gegen den fünftplatzierten spielt. Wenn ein Spiel mit einem Unentschieden endet, gewinnt das Team mit der höheren Platzierung. Die Gewinner der Halbfinalspiele tragen das Finale aus. Der Sieger steigt in die erste Liga auf.

### Übersicht
|  | Halbfinale | Halbfinale        | Halbfinale |  |  | Finale | Finale          | Finale |
|  |            |                   |            |  |  |        |                 |        |
|  |            |                   |            |  |  |        |                 |        |
|  | 4          | Montedio Yamagata | 0          |  |  |        |                 |        |
|  | 5          | Fagiano Okayama   | 3          |  |  |        |                 |        |
|  |            |                   |            |  |  | 5      | Fagiano Okayama | 2      |
|  |            |                   |            |  |  | 6      | Vegalta Sendai  | 0      |
|  | 3          | V-Varen Nagasaki  | 1          |  |  |        |                 |        |
|  | 6          | Vegalta Sendai    | 4          |  |  |        |                 |        |
|  |            |                   |            |  |  |        |                 |        |

### Halbfinale
|                                    | Ergebnis |                 |
| ---------------------------------- | -------- | --------------- |
| 1. Dezember 2024 (Peace Stadium)   |          |                 |
| V-Varen Nagasaki                   | 1:4      | Vegalta Sendai  |
| 1. Dezember 2024 (ND Soft Stadium) |          |                 |
| Montedio Yamagata                  | 0:3      | Fagiano Okayama |

### Finale
|                                    | Ergebnis |                |
| ---------------------------------- | -------- | -------------- |
| 7. Dezember 2024 (Nationalstadion) |          |                |
| Fagiano Okayama                    | 2:0      | Vegalta Sendai |

## Torschützenliste
Stand: Saisonende 2024
| Platz | Spieler              | Mannschaft                | Tore |
| ----- | -------------------- | ------------------------- | ---- |
| 1.    | Hiiro Komori         | JEF United Ichihara Chiba | 23   |
| 2.    | Matheus Jesus        | V-Varen Nagasaki          | 18   |
| 2.    | Kaina Tanimura       | Iwaki FC                  | 18   |
| 4.    | Ken Yamura           | Fujieda MYFC              | 16   |
| 5.    | Edigar Junio         | V-Varen Nagasaki          | 15   |
| 6.    | Adaílton             | Ventforet Kofu            | 14   |
| 7.    | Motohiko Nakajima    | Vegalta Sendai            | 13   |
| 7.    | Hiroto Iwabuchi      | Fagiano Okayama           | 13   |
| 9.    | Marcos Guilherme     | V-Varen Nagasaki          | 12   |
| 9.    | Kōya Kitagawa        | Shimizu S-Pulse           | 12   |
| 11.   | Jun’ya Takahashi     | Montedio Yamagata         | 11   |
| 12.   | Daichi Ishikawa      | Roasso Kumamoto           | 10   |
| 12.   | Kōtarō Arima         | Iwaki FC                  | 10   |
| 12.   | Juanma Delgado       | V-Varen Nagasaki          | 10   |
| 15.   | Ryūnosuke Sagara     | Vegalta Sendai            | 9    |
| 15.   | Daiki Watari         | Tokushima Vortis          | 9    |
| 17.   | Peter Utaka          | Ventforet Kofu            | 8    |
| 17.   | Lucas Braga          | Shimizu S-Pulse           | 8    |
| 17.   | Kōta Kawano          | Renofa Yamaguchi FC       | 8    |
| 17.   | Akira Silvano Disaro | Montedio Yamagata         | 8    |

## Kreuztabelle
Die Kreuztabelle stellt die Ergebnisse aller Spiele der Saison dar. Die Heimmannschaft ist in der linken Spalte, die Gastmannschaft in der oberen Zeile aufgelistet.
|                     | VS                     |     |     | IF  |     |     |     |     |     |     | Shimizu S-Pulse | FM  | FO  | RY  |     |     | VN  | RK  |     | KU  |
| ------------------- | ---------------------- | --- | --- | --- | --- | --- | --- | --- | --- | --- | --------------- | --- | --- | --- | --- | --- | --- | --- | --- | --- |
| Vegalta Sendai      |                        | 0:1 | 2:0 | 2:0 | 1:0 | 3:2 | 2:1 | 0:2 | 3:0 | 2:2 | 2:1             | 2:3 | 1:4 | 2:1 | 0:0 | 1:2 | 2:2 | 0:0 | 2:1 | 1:0 |
| Blaublitz Akita     | 0:0                    |     | 0:3 | 1:0 | 1:1 | 3:0 | 1:1 | 1:0 | 0:2 | 2:3 | 3:1             | 1:0 | 0:0 | 1:0 | 2:0 | 0:0 | 1:2 | 1:1 | 0:2 | 2:0 |
| Montedio Yamagata   | 1:1                    | 0:2 |     | 1:2 | 0:1 | 1:0 | 4:1 | 4:0 | 1:2 | 0:1 | 2:0             | 0:1 | 2:2 | 2:0 | 1:0 | 2:1 | 4:2 | 1:0 | 0:0 | 2:0 |
| Iwaki FC            | 1:2                    | 2:0 | 0:0 |     | 1:2 | 0:0 | 3:0 | 1:0 | 0:4 | 1:1 | 2:3             | 3:0 | 1:1 | 1:2 | 1:1 | 2:1 | 0:2 | 3:4 | 0:1 | 3:1 |
| Mito Hollyhock      | 0:1                    | 1:0 | 1:3 | 1:0 |     | 2:2 | 2:1 | 0:0 | 2:2 | 1:2 | 2:2             | 2:3 | 0:0 | 1:1 | 1:2 | 3:1 | 2:3 | 2:0 | 1:1 | 0:0 |
| Tochigi SC          | 1:2                    | 0:0 | 1:3 | 0:1 | 2:3 |     | 1:1 | 2:1 | 1:0 | 1:2 | 0:1             | 0:1 | 1:1 | 0:0 | 0:0 | 1:1 | 1:1 | 1:3 | 2:1 | 2:1 |
| Thespakusatsu Gunma | 0:0                    | 1:0 | 0:0 | 0:1 | 0:0 | 0:0 |     | 1:3 | 1:2 | 0:1 | 0:3             | 1:2 | 1:2 | 0:1 | 0:2 | 0:1 | 1:2 | 2:3 | 0:2 | 1:1 |
| JEF United Chiba    | 4:2                    | 1:2 | 2:3 | 0:3 | 4:0 | 8:0 | 1:0 |     | 1:0 | 2:1 | 1:3             | 4:0 | 2:1 | 4:1 | 1:0 | 7:1 | 1:2 | 0:2 | 1:1 | 2:1 |
| Yokohama FC         | 1:2                    | 1:0 | 2:0 | 2:2 | 2:0 | 0:0 | 1:0 | 2:1 |     | 1:0 | 2:0             | 2:0 | 2:4 | 1:1 | 2:0 | 2:1 | 0:0 | 5:0 | 1:1 | 1:0 |
| Ventforet Kofu      | 1:1                    | 1:2 | 1:2 | 1:1 | 3:1 | 1:2 | 4:1 | 2:2 | 1:2 |     | 0:1             | 3:0 | 3:1 | 0:2 | 1:3 | 1:2 | 2:2 | 2:4 | 1:2 | 1:0 |
| Shimizu S-Pulse     | 3:2                    | 1:0 | 1:2 | 1:0 | 2:1 | 4:1 | 4:0 | 2:0 | 1:1 | 3:0 |                 | 1:0 | 3:1 | 4:1 | 1:1 | 2:0 | 1:1 | 1:0 | 2:0 | 4:0 |
| Fujieda MYFC        | 1:1                    | 1:0 | 0:1 | 1:1 | 3:1 | 1:0 | 2:1 | 2:3 | 1:3 | 2:1 | 2:3             |     | 0:1 | 3:0 | 0:1 | 0:1 | 0:0 | 2:1 | 0:1 | 1:1 |
| Fagiano Okayama     | 2:0                    | 0:1 | 1:1 | 2:1 | 1:0 | 3:0 | 1:0 | 0:0 | 1:3 | 2:0 | 0:1             | 2:0 |     | 1:0 | 1:2 | 3:0 | 1:0 | 2:0 | 0:0 | 1:1 |
| Renofa Yamaguchi FC | 0:1                    | 2:0 | 2:0 | 0:3 | 1:2 | 4:3 | 4:0 | 1:2 | 0:0 | 2:0 | 2:0             | 2:1 | 0:2 |     | 1:2 | 1:1 | 0:1 | 1:2 | 2:0 | 1:0 |
| Tokushima Vortis    | 2:0                    | 1:2 | 2:1 | 0:1 | 1:0 | 1:0 | 0:1 | 0:1 | 0:1 | 1:5 | 1:2             | 3:0 | 1:1 | 1:2 |     | 0:0 | 2:2 | 1:2 | 3:1 | 1:0 |
| Ehime FC            | 0:2                    | 1:0 | 1:3 | 0:0 | 1:0 | 0:0 | 0:4 | 1:2 | 1:4 | 2:1 | 3:0             | 3:0 | 2:2 | 1:1 | 0:1 |     | 1:2 | 2:3 | 3:2 | 2:2 |
| V-Varen Nagasaki    | 1:2                    | 2:2 | 2:0 | 3:1 | 1:2 | 1:1 | 2:0 | 1:0 | 1:0 | 1:1 | 4:1             | 2:0 | 0:0 | 1:2 | 6:1 | 5:2 |     | 2:0 | 4:1 | 4:1 |
| Roasso Kumamoto     | 3:1                    | 3:1 | 0:1 | 0:6 | 0:1 | 0:2 | 1:1 | 1:0 | 0:0 | 3:3 | 1:2             | 1:2 | 0:1 | 1:1 | 1:2 | 4:0 | 3:4 |     | 1:2 | 2:2 |
| Ōita Trinita        | 1:1                    | 1:3 | 0:3 | 0:2 | 0:0 | 0:2 | 2:1 | 0:2 | 0:0 | 0:0 | 0:2             | 2:0 | 0:0 | 0:0 | 1:2 | 2:2 | 0:0 | 2:1 |     | 3:0 |
| Kagoshima United FC | 0:1                    | 0:0 | 2:1 | 1:3 | 3:0 | 2:1 | 1:1 | 4:2 | 0:4 | 0:1 | 0:1             | 2:3 | 0:0 | 0:1 | 2:1 | 4:0 | 0:3 | 0:2 | 3:0 |     |
|                     | Stand: Saisonende 2024 |     |     |     |     |     |     |     |     |     |                 |     |     |     |     |     |     |     |     |     |

## Zuschauerzahlen
| Platz | Mannschaft                | Gesamt- zuschauerzahl | Höchste Zuschauerzahl | Niedrigste Zuschauerzahl | Durchschnittliche Zuschauerzahl |
| ----- | ------------------------- | --------------------- | --------------------- | ------------------------ | ------------------------------- |
| 1.    | Shimizu S-Pulse           | 337.247               | 55.598                | 9.520                    | 17.750                          |
| 2.    | Vegalta Sendai            | 253.286               | 19.007                | 7.841                    | 13.331                          |
| 3.    | JEF United Ichihara Chiba | 198.184               | 16.740                | 5.603                    | 10.431                          |
| 4.    | Ōita Trinita              | 196.848               | 28.359                | 6.276                    | 10.360                          |
| 5.    | Montedio Yamagata         | 195.031               | 19.316                | 5.616                    | 10.265                          |
| 6.    | V-Varen Nagasaki          | 186.462               | 186.462               | 3.702                    | 9.814                           |
| 7.    | Fagiano Okayama           | 174.572               | 15.269                | 5.480                    | 9.188                           |
| 8.    | Ventforet Kofu            | 157.211               | 14.268                | 4.792                    | 8.274                           |
| 9.    | Yokohama FC               | 132.294               | 12.735                | 4.617                    | 6.963                           |
| 10.   | Kagoshima United FC       | 125.324               | 10.406                | 3.208                    | 6.596                           |
| 11.   | Tochigi SC                | 118.529               | 16.476                | 3.417                    | 6.238                           |
| 12.   | Roasso Kumamoto           | 117.356               | 15.502                | 2.998                    | 6.177                           |
| 13.   | Renofa Yamaguchi FC       | 115.696               | 11.575                | 2.158                    | 6.089                           |
| 14.   | Tokushima Vortis          | 115.031               | 12.227                | 3.402                    | 6.054                           |
| 15.   | Ehime FC                  | 89.700                | 9.039                 | 2.853                    | 4.721                           |
| 16.   | Mito Hollyhock            | 83.717                | 10.488                | 2.575                    | 4.406                           |
| 17.   | Iwaki FC                  | 81.516                | 5.056                 | 2.293                    | 4.290                           |
| 18.   | Fujieda MYFC              | 81.210                | 10.667                | 1.997                    | 4.274                           |
| 19.   | Blaublitz Akita           | 78.426                | 7.467                 | 2.220                    | 4.128                           |
| 20.   | Thespakusatsu Gunma       | 75.775                | 11.271                | 1.255                    | 3.988                           |
|       | Gesamt                    | 2.913.415             | 55.598                | 1.255                    | 7.667                           |